# Montrezl Harrell
Montrezl Dashay Harrell (ur. 26 stycznia 1994 w Tarboro) – amerykański koszykarz, występujący na pozycji środkowego/silnego skrzydłowego. Obecnie gracz Philadelphia 76ers. 
28 czerwca 2017 w wyniku grupowej wymiany trafił do Los Angeles Clippers.
22 listopada 2020 zawarł umowę z Los Angeles Lakers. 6 sierpnia 2021 trafił w wyniku wymiany do Washington Wizards. 10 lutego 2022 został wytransferowany do Charlotte Hornets. 13 września 2022 dołączył do Philadelphia 76ers.

## Osiągnięcia
Stan na 24 października 2023, na podstawie, o ile nie zaznaczono inaczej.
NCAA
- Mistrz:
  - NCAA (2013)[7]
  - turnieju konferencji ACC (2013, 2014)
  - sezonu zasadniczego konferencji ACC (2013, 2014)
- Uczestnik rozgrywek NCAA Elite Eight (2013, 2015)
- Laureat Karl Malone Award (2015)[8]
- Największy Postęp Konferencji AAC (2014)
- Zaliczony do:
  - I składu:
    - AAC (2014)
    - turnieju AAC (2014)

  - II składu ACC (2015)

NBA
- Najlepszy rezerwowy NBA (2020)[9]

Reprezentacja
- Mistrz:
  - świata U–19 (2013)
  - Ameryki U–18 (2012)